# João Paulo de Oliveira
João Paulo de Oliveira (San Paolo, 13 luglio 1981) è un pilota automobilistico brasiliano, vincitore della Formula Nippon nel 2010 e due volte campione nella Super GT300 nel 2020 e 2022.
È considerato uno dei piloti di maggior successo a correre in Giappone nell'ultimo decennio, noto per la sua velocità e la sua profonda capacità di sviluppo della vettura.

## Carriera

### Inizi in Formula 3
Nato a San Paolo inizia a correre in kart nel 1997 e solo due anni dopo esordisce in monoposto correndo nella Formula 3 sudamericana, serie dopo ve ottiene nove vittorie e si laurea campione. L'anno seguente rimasto nella serie brasiliana diventa vice-campione dietro Vítor Meira. Nel 2001 decide di lasciare il suo paese natale per trasferirsi in Europa, Oliveira viene ingaggiato dal team Swiss Racing Team, partecipa alla Formula 3 tedesca e alle tre grandi gare della Formula 3, il Masters di Formula 3, il Korea Super Prix e il Gran Premio di Macao. Due anni dopo nel 2003, ottiene tredici vittorie su sedici gare e vince la Formula 3 tedesca, suo secondo titolo in F3. 
L'anno seguente decide di spostarsi in Giappone per correre nella Formula 3 giapponese, serie che in due anni conquista tredici vittorie e il titolo nel 2005 davanti a Kazuki Nakajima. Sempre nel 2005 ottiene un ottimo quarto posto al Gran Premio di Macao.

### Super Formula e Super GT
Nel 2006 esordisce nella Formula Nippon e nel Super GT, le due più importanti competizioni del Giappone. L'anno seguente sul Circuito di Sepang ottiene la prima vittoria nel Gt, mentre la prima vittoria in Formula Nippon arriva nel 2008 sul Circuito del Fuji correndo per il Kondō Racing. Nel 2010, Olivera passato al team Team Impul ottiene la vittoria della Formula Nippon davanti ad André Lotterer e Loïc Duval. 
Nel 2011 ottiene una vittoria di tappa e chiude terzo in classifica finale dietro Lotterer e Kazuki Nakajima, sfiora di nuovo il successo assoluto nel 2014 dove vince tre corse ma termina secondo in classifica dietro a Nakajima. Olivera partecipa alla serie per altre quattro stagioni per poi decidere di lasciare le corse in monoposto concentrandosi nella gare con vetture GT. Il brasiliano nella Formula Nippon poi rinominata Super Formula ha vinto un titolo e ben dieci vittorie. Inoltre nel 2011 il pilota brasiliano partecipa alla corsa di Motegi della IndyCar Series correndo per il team SUNRED Engineering.
Nella serie Super GT è diventato pilota ufficiale della Nissan, con il modello GT-R ha ottenuto nove vittorie tra il 2007 e il 2018 ed nel 2015 è diventato vice campione nella classe GT500. Dal 2019 passa alla classe GT300, dove nel 2020 e 2022 vince la serie in coppia con Kiyoto Fujinami. 

### Mondiale Endurance
Nel giugno nel 2023, de Oliveira viene chiamato dal team Floyd Vanwall Racing Team per sostituire il dimissionario Tom Dillmann durante gli ultimi tre venti del Campionato del mondo endurance.

## Risultati

### Super Formula/Formula Nippon
(legenda) (Le gare in grassetto indicano la pole position) (Le gare in corsivo indicano Gpv)
| Anno | Team                   | 1       | 2       | 3       | 4       | 5       | 6       | 7       | 8       | 9     | 10    | 11    | Punti | Pos |
| ---- | ---------------------- | ------- | ------- | ------- | ------- | ------- | ------- | ------- | ------- | ----- | ----- | ----- | ----- | --- |
| 2006 | Team 5Zigen            | FUJ     | SUZ     | MOT     | SUZ     | AUT     | FUJ     | SUG     | MOT     | SUZ 8 |       |       | 0     | NC  |
| 2007 | Kondō Racing           | FUJ Rit | SUZ 14  | MOT 8   | OKA 4   | SUZ 7   | FUJ 6   | SUG Rit | MOT 8   | SUZ 3 |       |       | 18    | 8°  |
| 2008 | Kondō Racing           | FUJ Rit | SUZ Rit | MOT 9   | OKA 11  | SUZ 4   | SUZ 5   | MOT 3   | MOT 3   | FUJ 1 | FUJ 8 | SUG 6 | 33    | 6°  |
| 2010 | Team Impul             | SUZ 2   | MOT 1   | FUJ 3   | MOT 6   | SUG 11  | AUT 2   | SUZ 4   | SUZ 1   |       |       |       | 47.5  | 1°  |
| 2011 | Team Impul             | SUZ 6   | AUT 4   | FUJ 4   | MOT 1   | SUZ C   | SUG DSQ | MOT 9   | MOT 3   |       |       |       | 28    | 3°  |
| 2012 | Team Impul             | SUZ 3   | MOT 2   | AUT Rit | FUJ 6   | MOT 1   | SUG 6   | SUZ 4   | SUZ Rit |       |       |       | 34.5  | 5°  |
| 2013 | Lenovo Team Impul      | SUZ 6   | AUT 4   | FUJ 6   | MOT 4   | SUG Rit | SUZ 3   | SUZ 17  |         |       |       |       | 19    | 5°  |
| 2014 | Lenovo Team Impul      | SUZ 7   | FUJ 1   | FUJ 2   | FUJ 14  | MOT 1   | AUT 3   | SUG Rit | SUZ 1   | SUZ 4 |       |       | 39.5  | 2°  |
| 2015 | Lenovo Team Impul      | SUZ 4   | OKA 5   | FUJ 1   | MOT 3   | AUT 5   | SUG 7   | SUZ Rit | SUZ 3   |       |       |       | 34    | 4°  |
| 2016 | ITOCHU ENEX Team Impul | SUZ 10  | OKA 19  | FUJ 1   | MOT Rit | OKA 8   | OKA 5   | SUG Rit | SUZ 8   | SUZ 4 |       |       | 15.5  | 7°  |
| 2018 | Vantelin Team TOM'S    | SUZ     | AUT     | SUG     | FUJ     | MOT 18  | OKA     | SUZ     |         |       |       |       | 0     | 23° |

### Super GT
(legenda) (Le gare in grassetto indicano la pole position) (Le gare in corsivo indicano Gpv)
| Anno | Team                 | Vettura                      | Classe | 1       | 2      | 3       | 4       | 5       | 6       | 7       | 8       | 9      | Punti | Pos |
| ---- | -------------------- | ---------------------------- | ------ | ------- | ------ | ------- | ------- | ------- | ------- | ------- | ------- | ------ | ----- | --- |
| 2006 | Hasemi Motorsport    | Nissan Z                     | GT500  | SUZ 9   | OKA 4  | FUJ 12  | SEP 7   | SUG 13  | SUZ 8   | MOT 11  | AUT 8   | FUJ 8  | 32    | 15° |
| 2007 | Kondō Racing         | Nissan Z                     | GT500  | SUZ Rit | OKA 15 | FUJ Rit | SEP 1   | SUG 10  | SUZ 10  | MOT 5   | AUT Rit | FUJ 5  | 34    | 10° |
| 2008 | Kondō Racing         | Nissan GT-R                  | GT500  | SUZ 5   | OKA 8  | FUJ 11  | SEP 1   | SUG 8   | SUZ 7   | MOT 14  | AUT 16  | FUJ 15 | 34    | 14° |
| 2009 | Kondō Racing         | Nissan GT-R                  | GT500  | OKA 1   | SUZ 8  | FUJ 4   | SEP 5   | SUG 13  | SUZ 11  | FUJ 13  | AUT 3   | MOT 11 | 48    | 8°  |
| 2010 | Kondō Racing         | Nissan GT-R                  | GT500  | SUZ 1   | OKA 12 | FUJ 8   | SEP 9   | SUG 5   | SUZ Rit | FUJ C   | MOT 10  |        | 32    | 10° |
| 2011 | Impul                | Nissan GT-R                  | GT500  | OKA 1   | FUJ 14 | SEP 15  | SUG 13  | SUZ 3   | FUJ 2   | AUT 10  | MOT 9   |        | 49    | 5°  |
| 2012 | Impul                | Nissan GT-R                  | GT500  | OKA 10  | FUJ 5  | SEP 5   | SUG Rit | SUZ 4   | FUJ 1   | AUT 10  | MOT 10  |        | 45    | 4°  |
| 2013 | Calsonic Team Impul  | Nissan GT-R                  | GT500  | OKA 6   | FUJ 5  | SEP 1   | SUG Rit | SUZ 4   | FUJ 6   | AUT Rit | MOT 13  |        | 46    | 9°  |
| 2014 | Calsonic Team Impul  | Nissan GT-R                  | GT500  | OKA 3   | FUJ 1  | AUT 3   | SUG 9   | FUJ 8   | SUZ 10  | BUR 3   | MOT 13  |        | 60    | 6°  |
| 2015 | Calsonic Team Impul  | Nissan GT-R                  | GT500  | OKA 7   | FUJ 2  | CHA 4   | FUJ 3   | SUZ 3   | SUG 11  | AUT 2   | MOT 4   |        | 74    | 2°  |
| 2016 | Calsonic Team Impul  | Nissan GT-R                  | GT500  | OKA 5   | FUJ 11 | SUG Rit | FUJ 1   | SUZ Rit | CHA 4   | MOT 7   | MOT 8   |        | 43    | 8°  |
| 2017 | Kondō Racing         | Nissan GT-R                  | GT500  | OKA 10  | FUJ 12 | AUT 9   | SUG Rit | FUJ 13  | SUZ 5   | CHA Rit | MOT 12  |        | 12    | 16° |
| 2018 | Kondō Racing         | Nissan GT-R                  | GT500  | OKA 6   | FUJ 13 | SUZ 9   | CHA Rit | FUJ 6   | SUG 6   | AUT 7   | MOT 10  |        | 23    | 14° |
| 2019 | D'station Racing AMR | Aston Martin Vantage AMR GT3 | GT300  | OKA Rit | FUJ 27 | SUZ Rit | CHA 19  | FUJ 11  | AUT 18  | SUG 24  | MOT 17  |        | 0     | NC  |
| 2020 | Kondō Racing         | Nissan GT-R Nismo GT3        | GT300  | FUJ 4   | FUJ 5  | SUZ 9   | MOT 20  | FUJ 1   | SUZ 16  | MOT 1   | FUJ 2   |        | 71    | 1°  |
| 2021 | Kondō Racing         | Nissan GT-R Nismo GT3        | GT300  | OKA 1   | FUJ 7  | SUZ 26  | MOT 8   | SUG 3   | AUT 11  | MOT 3   | FUJ 5   |        | 55    | 2°  |
| 2022 | Kondō Racing         | Nissan GT-R Nismo GT3        | GT300  | OKA 1   | FUJ 7  | SUZ 3   | FUJ 6   | SUZ 13  | SUG 4   | AUT 5   | MOT 19  |        | 52    | 1°  |
| 2023 | Kondō Racing         | Nissan GT-R Nismo GT3        | GT300  | OKA 10  | FUJ 1  | SUZ 4   | FUJ     | SUZ     | SUG     | AUT     | MOT     |        | 30*   | 1°* |

* Stagione in corso.

### Campionato del mondo endurance
| Anno    | Squadra                   | Classe   | Vettura                | SEB | ALG | SPA | LMS | MON | FUJ | BHR | Punti | Pos. |
| ------- | ------------------------- | -------- | ---------------------- | --- | --- | --- | --- | --- | --- | --- | ----- | ---- |
| 2023    | Floyd Vanwall Racing Team | Hypercar | Vanwall Vandervell 680 |     |     |     |     | 12  | 11  |     | 0     | 22°  |
| Legenda |                           |          |                        |     |     |     |     |     |     |     |       |      |

* Stagione in corso.

## Palmarès
- 2  Super GT300: (2020 e 2022)
- 1  Formula Nippon: (2010)
- 1  Formula 3 giapponese: (2005)
- 1  Formula 3 tedesca: (2003)
- 1  Formula 3 sudamericana: (1999)